# Brechin City FC
Brechin City is een Schotse voetbalclub uit Brechin in Angus.
De club werd in 1906 opgericht na de fusie tussen twee jeugdclubs Brechin Harp en Brechin Hearts. Dan werd ook beslist een seniorafdeling op te richten. In 1923 werd de club toegelaten tot de League. Brechin speelde 39 seizoenen in de 2de klasse. Nadat Brechin tussen 1998 en 2002 een viertal seizoenen op het laagste niveau in Schotland had gespeeld zette er een kentering ten goede in. Het slaagde er in 2003 en 2005 in om de First Division te bereiken maar degradeerde even zovele malen meteen weer. Pas in 2017 lukte het weer om het tweede Schotse voetbalniveau (League One) te halen. Daarna stortte de club sportief in. Door degradaties in 2018 en 2019 belandde de club in League Two en in 2021 volgde zelfs degradatie naar de Highland Football League.

## Bekende (oud-)spelers
- Mark Archdeacon
- David Bates
- Danny Grainger
- Alan Kernaghan
- Jordan Kirkpatrick
- Dave Mackay
- Mitchel Megginson
- Ian Mitchell
- Michael Paton
- Gavin Price
- Callum Tapping

## Bekende (oud-)trainers
- Micheal O'Neill

## Erelijst
- Scottish Football League Second Division

Winnaar (4): 1953/54, 1982/83, 1989/90, 2004/05
- Scottish Football League Third Division

Winnaar (1): 2001/02
- Scottish League Challenge Cup

Runner-up (1): 2002

## Eindklasseringen
| 8 |

| 10 |

| 3 |

| 6 |

| 5 |

| 11 |

| 8 |

| 1 |

| 16 |

| 6 |

| 6 |

| 7 |

| 5 |

| 12 |

| 14 |

| 19 |

| 19 |

| 15 |

| 19 |

| 16 |

| 20 |

| 16 |

| 17 |

| 14 |

| 19 |

| 15 |

| 19 |

| 19 |

| 17 |

| 13 |

| 13 |

| 14 |

| 11 |

| 7 |

| 4 |

| 5 |

| 1 |

| 5 |

| 9 |

| 10 |

| 11 |

| 4 |

| 3 |

| 1 |

| 14 |

| 8 |

| 2 |

| 12 |

| 10 |

| 2 |

| 7 |

| 10 |

| 3 |

| 8 |

| 3 |

| 1 |

| 2 |

| 10 |

| 1 |

| 10 |

| 4 |

| 6 |

| 3 |

| 4 |

| 4 |

| 8 |

| 3 |

| 8 |

| 4 |

| 7 |

| 4 |

| 10 |

| 10 |

| 10 |

| 10 |

| 3 |

| Niveau 1 | Niveau 2 | Niveau 3 | Niveau 4 | Niveau 5 Highland League |

| Periode    | Niveau 1                | Niveau 2              | Niveau 3            | Niveau 4            |
| 1893-1975  | Division One            | Division Two          | Division Three      | --                  |
| 1975-1998  | Premier Division        | First Division        | Second Division     | Third Division      |
| 1998-2013  | Scottish Premier League | First Division        | Second Division     | Third Division      |
| 2013-heden | Scottish Premiership    | Scottish Championship | Scottish League One | Scottish League Two |

## Records
- Hoogste aantal toeschouwers: 8 122 tegen de Aberdeen FC in 1973
- Grootste overwinning: 12-1 tegen Thornhill in 1926
- Grootste nederlaag: 0-10 tegen Airdrieonians FC, Cowdenbeath FC en Albion Rovers FC in 1937